# SV Union Halle-Neustadt
SV Union Halle-Neustadt er en tysk kvindehåndboldklub, hjemmehørende i Halle, i delstaten Sachsen-Anhalt. Holdet trænes af tidligere håndboldspiller Katrin Welter og spiller til dagligt i den bedste tyske håndboldrække Handball-Bundesliga Frauen.
Fra 1991 til 2002, spillede klubben i landets bedste række og var efterfølgende nede i både 2. og 3. Bundesliga-divisionerne. Holdet oprykkede igen i sommeren 2020. Klubben vandt i 2003, det tyske B-mesterskab i kvindehåndbold.

## Spillertruppen
Spillertruppen i sæsonen 2021-22.
| Målvogtere - 12 Anica Gudelj - 16 Thara Sieg - 99 Lara-Sophie Lepschi Fløjspillere LW - 98 Marija Gudelj RW - 07 Judith Tietjen - 13 Swantje Heimburg Stregspillere - 04 Pia Dietz - 05 Edita Nukovic - 23 Leonie Nowak | Bagspillere LB - 10 Simone Spur Pedersen - 44 Julia Niewiadomska - 55 Julia Redder CB - 06 Camilla Madsen - 15 Cecilie Woller - 22 Lena Smolik - 75 Vanessa Dierks RB - 19 Lea Gruber - 24 Helena Mikkelsen |